# جيم كارول (لاعب كرة قدم أمريكية)
جيم كارول (بالإنجليزية: Jim Carroll)‏ هو لاعب كرة قدم أمريكية أمريكي، ولد في 6 مايو 1943 في جونزبورو في الولايات المتحدة.

## وصلات خارجية
- جيم كارول على موقع مرجع كرة القدم المحترفة.كوم (الإنجليزية)